# Josef Colloredo-Mansfeld
Josef III. Colloredo-Mansfeld, také Colloredo-Mannsfeld (celým jménem německy Joseph Leopold Hieronymus Alexander Maria Fürst von Colloredo-Mansfeld; 4. června 1910 Pula – 30. ledna 1990 Salzburg) byl český šlechtic z rodu Colloredo-Mannsfeld, signatář Národnostního prohlášení české šlechty ze září 1939. Jeho jedinou dcerou byla Kristina, která usilovala o restituci zámku Opočno.

## Život

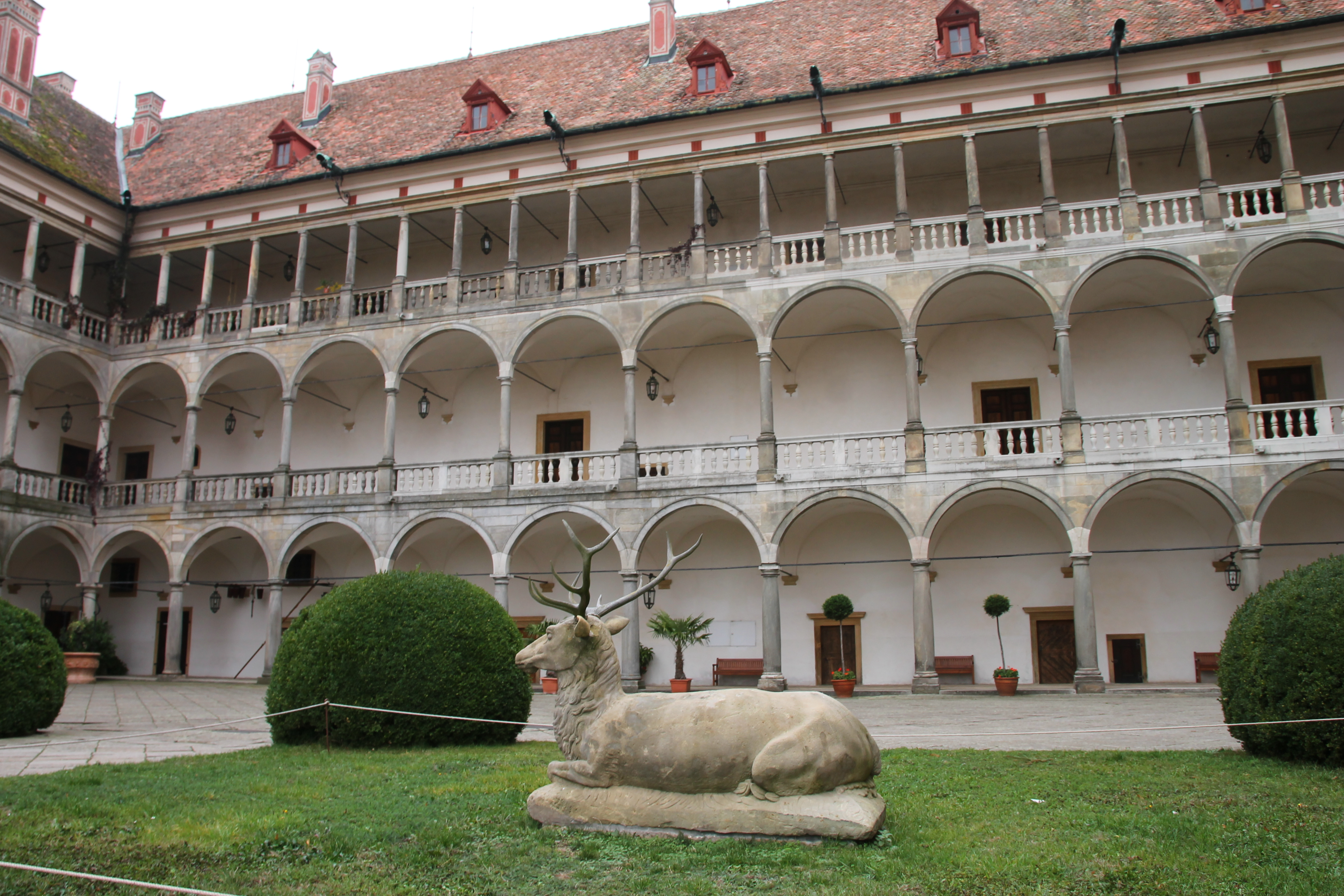
Zámek Opočno

Byl prvním synem Hieronyma (Jeronýma) VIII. Colloredo-Mannsfelda (1870–1942) a jeho manželky Berty Kolowrat-Krakowské (1890–1982). Narodil se v chorvatském přístavním městě Pula, kde otec sloužil jako námořní důstojník. Měl bratry Hieronyma (Jeronýma, 1912–1998), 8. knížete, Vikarda (Weikharda, 1914–1946) a Bedřicha (Friedricha, 1917–1991). Sourozenci vyrůstali bez matky, ta se totiž zamilovala do amerického černošského zpěváka Rolanda Hayese (1887–1977) a rodinu opustila.
Jak bylo ve vyšší společnosti běžné, měl soukromé učitele. Nejdříve v apartmá v Berlíně, od roku 1918 na Zbirohu, kde se rodiče usadili. Základní školu a německé reálné gymnázium v Praze v Jindřišské ulici vychodil tudíž pouze externě. Výjimkou je období rodičovské krize, kdy mezi dubnem 1925 a prosincem 1926 navštěvoval soukromé Lyceum Alpinum v Zuozu ve švýcarském kantonu Graubünden. Maturitní zkoušku složil v Praze v červnu 1928.

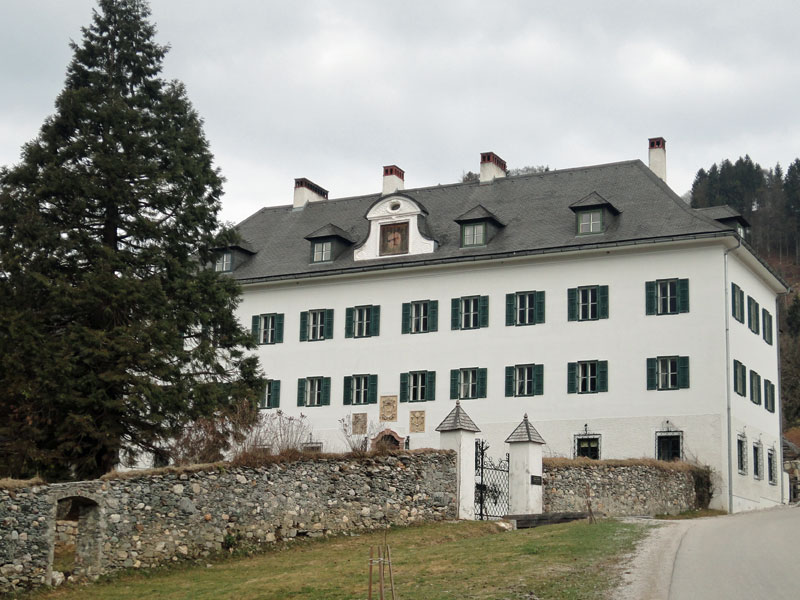
Zámek Gstatt nedaleko Öblarnu ve Štýrsku

V roce 1929 ho spolu s bratry adoptoval bezdětný strýc Josef II. Colloredo-Mannsfeld (1866–1957), 6. kníže, a už v roce 1925 jim předal rodový majetek. Sourozenci byli tehdy ovšem ještě nezletilí. Josef získal Opočno. Strýci žijícímu ve Francii museli bratři vyplácet vysokou rentu. Doživotním  ústředním ředitelem všech colloredovských majetků v Československu se stal otec. Ten také v roce 1929 přikoupil Gstatt v Rakousku.
V září 1939 připojil stejně jako jeho otec a dva bratři svůj podpis k Národnostnímu prohlášení české šlechty. V roce 1942 byli všichni členové rodu, včetně těch žijících v zahraničí, prohlášeni za nepřátele říše a veškerý jejich majetek v Čechách a Rakousku byl zabaven Německou říší. Nejednalo se tedy pouze o vnucenou správu. Josef byl totálně nasazený do textilní továrny u Náchoda a bydlel v nedaleké vesnici.
Po válce mu odmítli vystavit potvrzení o národní spolehlivosti, proto mu majetek nebyl vydán. Soudní spor o navrácení majetku se vlekl a Josef se v roce 1947 z Československa vystěhoval. Komunisté následující rok zámek vyvlastnili. Žil pak v Kanadě, kde u Toronta provozoval malou ovocnou farmu s orientací na broskve. Ve sklenících pěstoval květiny. V pokročilém věku se s dcerou Kristinou přestěhoval do Rakouska.

## Rodina
V Reithu se 25. března 1939 oženil s Annou Marií Rabl (11. 6. 1908 Innsbruck – 25. 6. 1953 Beamsville, Kanada), dcerou lékaře a aristokratky. Josefova rodina se sňatkem nesouhlasila. Ona byla totiž rozvedená, poprvé se přes odpor své rodiny provdala za tenistu Rodericha Menzela (1907–1987), který jí byl ovšem nevěrný. Toto její první manželství bylo anulováno v roce 1937. Poté Anna Marie žila v Kitzbühlu, kde pletla svetry, vyráběla kožené umělecké předměty a živila se jejich prodejem. Josef se s ní seznámil při lyžování v Alpách. Protože papež udělil Anně Marii dispens, svatba s Josefem mohla proběhnout v kostele.
Josef se podruhé oženil ve věku 77 let v Mnichově 1. března 1988 se svou ošetřovatelkou  Antonií Raumer (20. 5. 1922 Mnichov – ?), která už byla dvakrát rozvedená. 
Z Josefova prvního manželství se narodila dcera:
- Kristina (Christina, * 19. 12. 1940 Praha)
  - ⚭ I. (10. září 1960 Öblarn, rozvedeni 1965) JUDr. Georg zu Fürstenberg (* 13. 8. 1923 Strobl – 7. 1. 2008)
  - ⚭ II. (11. května 1965 Toronto, rozvedeni 1973) Jan van Hamel (* 23. 7. 1943 Edinburgh)
  - ⚭ III. (22. května 1975 Klášter sv. Kateřiny, Wadi Feiran, Egypt, rozvedeni 1983) Michael Begert (* 5. 12. 1946 Bern)

V roce 1965 adoptoval svého synovce Jeroma Colloredo-Mannsfelda (* 1949), který se v roce 1998 stal devátým knížetem z Colloredo-Mannsfeldu.

## Poznámka k pravopisu Mansfeld
Přestože se všichni členové rodu od sňatku Františka Gundakara Colloreda s Marií Isabelou Mansfeldovou, poslední příslušnicí rodu, v roce 1789 píší Colloredo-Mannsfeld s dvěma n, Josef III. začal používat s ohledem na historickou pravdu variantu s jedním n, protože původně se rod Mansfeldů takto psal. Tuto také nechal zanést v emigraci do svých dokumentů. Ačkoliv ke zdvojení n došlo omylem při vyhotovení listiny o sjednocení příjmení Colloredo-Mannsfeld, této oficiální verze se všichni členové této větve drží s výjimkou Josefovy dcery Kristiny a jejích potomků.